# ペトル・コプシュタイン

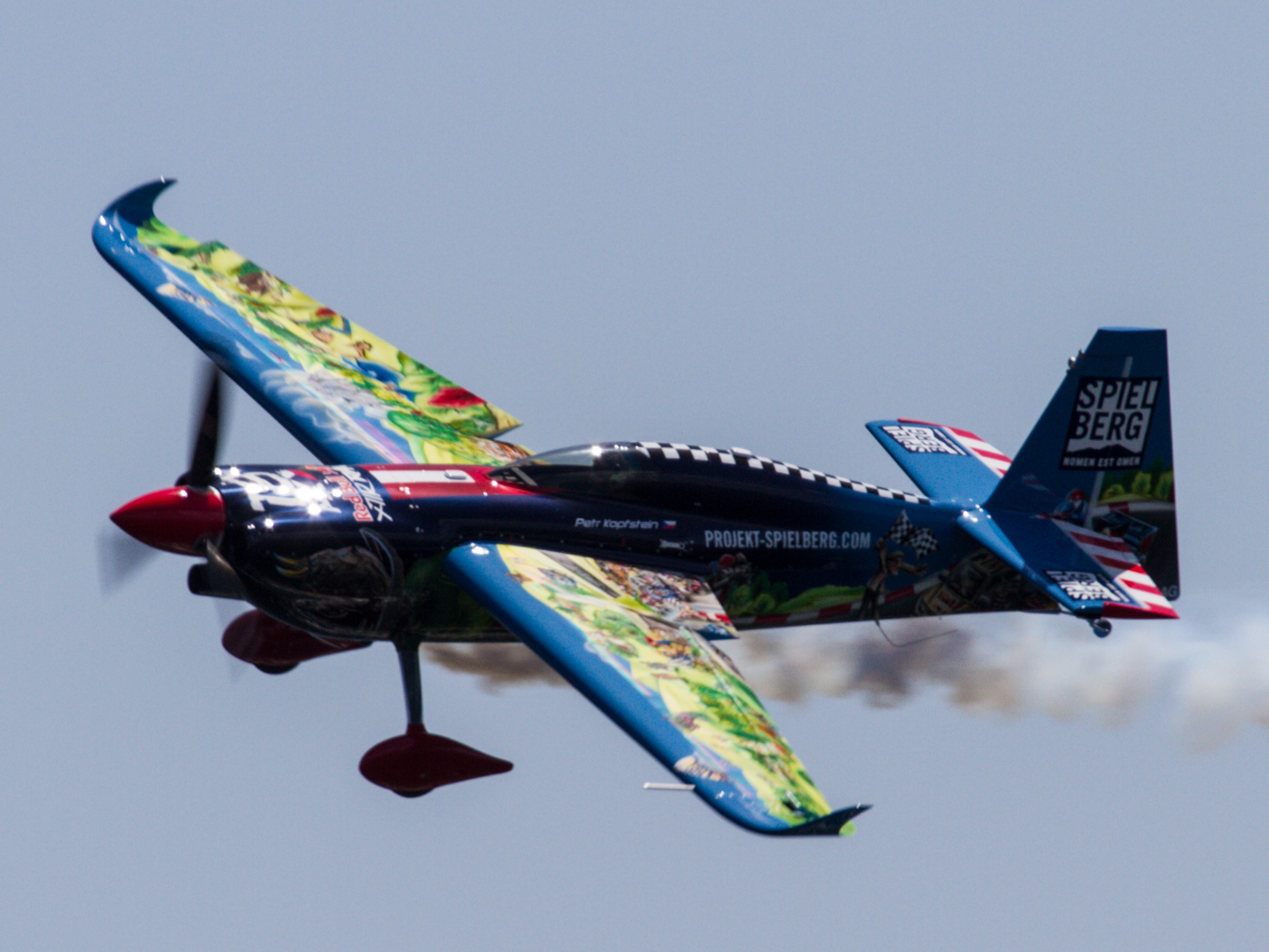
ペトル・コプシュタインの機体 (N513AG)

ペトル・コプシュタイン（Petr Kopfstein、1978年3月18日 - ）は、チェコ共和国の曲技飛行パイロット。アンリミテッド部門ではチェコ代表に選出された。

## 経歴
2005年に、ブダペストで行われた2005年レッドブル・エアレースを間近で観戦したのがきっかけでエアレース・パイロットを志すようになった。プラハ大学に在学中に操縦訓練を開始し、大学院で経済学の修士号を取得した後、本格的にエアロバティックスを開始。
2014年、レッドブル・エアレース・ワールドシリーズのチャレンジャークラスに参戦し、最終戦で優勝した。同年、チェコの国内選手権のアンリミテッド部門で、同僚で友人でもあるマルティン・ソンカを下して優勝。使用機はエクストラ330SCだった。
2015年、2シーズン目のレッドブル・エアレース・ワールドシリーズ・チャレンジャークラスでは、6大会に参戦し28ポイントを獲得し首位に立ち（同率で他2名）、最終戦では4位に入った。
2016年1月19日、スロベニアのピーター・ポドランセックと共に、マスタークラスに昇格することが発表された。2017年シーズン第2戦・サンディエゴ大会でマスタークラスに昇格してから初めてラウンド・オブ・8に進出し6位、続く第3戦・千葉大会では敗者最速枠で勝ち上がりファイナル4に進出、最終的に2位となった。
レッドブル・エアレースでは「Team Spielberg」として活動していた。

## 戦績

### レッドブル・エアレース
|                      | 金色 | 銀色 | 銅色 | ポイント圏内完走                              | ポイント圏外完走                             |
| チャレンジャークラス | 1位  | 2位  | 3位  | 4・5位                                        | 6位以下                                      |
| マスタークラス       | 1位  | 2位  | 3位  | 4-10位（2016年 - 2018年） 4-13位（2019年 - ） | 11-14位（2016年 - 2018年） 14位（2019年 - ） |

| 開催年               | 1                    | 2                    | 3                    | 4                    | 5                    | 6                    | 7                    | 8                    | ポイント             | 勝利数               | 最終 順位            |
| チャレンジャークラス | チャレンジャークラス | チャレンジャークラス | チャレンジャークラス | チャレンジャークラス | チャレンジャークラス | チャレンジャークラス | チャレンジャークラス | チャレンジャークラス | チャレンジャークラス | チャレンジャークラス | チャレンジャークラス |
| -------------------- | -------------------- | -------------------- | -------------------- | -------------------- | -------------------- | -------------------- | -------------------- | -------------------- | -------------------- | -------------------- | -------------------- |
| 2014年               | 4位4                 | 不参加               | 2位8                 | 4位4                 | 不参加               | 不参加               | 2位8                 |                      | 20                   | 1                    | 1位                  |
| 2015年               | 2位8                 | 1位10                | 不参加               | 4位4                 | 1位10                | 2位8                 | SCO                  |                      | 28                   | 2                    | 4位                  |
| マスタークラス       |                      |                      |                      |                      |                      |                      |                      |                      |                      |                      |                      |
| 2016年               | 13位0                | 11位0                | 9位2                 | 11位0                | 14位0                | 11位0                | 9位2                 | 中止                 | 4                    | 0                    | 14位                 |
| 2017年               | 12位0                | 6位5                 | 2位12                | 5位6                 | 4位7                 | 7位4                 | 8位3                 | 5位6                 | 43                   | 0                    | 5位                  |
| 2018年               | 9位2                 | 9位2                 | 9位2                 | 9位2                 | 9位2                 | 5位6                 | 13位0                | 12位0                | 16                   | 0                    | 13位                 |
| 2019年               | 10位4                | 13位1                | 9位5                 | 14位0                |                      |                      |                      |                      | 10                   | 0                    | 13位                 |

### 曲技飛行大会
| 開催期間                 | 競技名                                        | 開催場所                                                         | クラス         | 順位 | 使用機    | 機体記号 | 備考   |
| ------------------------ | --------------------------------------------- | ---------------------------------------------------------------- | -------------- | ---- | --------- | -------- | ------ |
| 2007年 7月20日 - 28日    | 第5回 FAI曲技飛行ヨーロッパアドバンスト選手権 | フィンランド ヨエンスー                                          | Advanced       | 17位 | Zlín Z-50 | OK-RRD   | [ 30 ] |
| 2009年 8月6日 - 16日     | 第6回 FAI曲技飛行ヨーロッパアドバンスト選手権 | ポーランド ラドム                                                | Advanced       | 10位 | Su-29     | OK-HXA   | [ 31 ] |
| 2010年 9月2日 - 12日     | 第17回 FAI曲技飛行ヨーロッパ選手権            | チェコ トウジム                                                  | Unlimited      | 22位 | EA-330SC  | OK-KOP   | [ 32 ] |
| 2011年 8月31日 - 9月11日 | 第26回 FAI曲技飛行世界選手権                  | イタリア フォリーニョ                                            | Unlimited      | 28位 | EA-330SC  | OK-KOP   | [ 33 ] |
| 2012年                   | 第52回 ドイツ選手権                           | ドイツ ネルトリンゲン                                            | Unlimited      | H/C  | EA-330SC  | OK-KOP   | [ 34 ] |
| 2012年                   | 第52回 ドイツ選手権                           | ドイツ ネルトリンゲン                                            | フリースタイル | H/C  | EA-330SC  | OK-KOP   | [ 35 ] |
| 2013年 10月9日 - 20日    | 第27回 FAI曲技飛行世界選手権                  | アメリカ合衆国 テキサス州グレイソン （北テキサス地域空港）       | Unlimited      | 14位 | EA-300SC  | N73KG    | [ 36 ] |
| 2014年 3月22日           | スカイグランプリ                              | 南アフリカ共和国 ダーバン                                        | Unlimited      | 8位  | EA-300L   | ZS-CPC   | [ 37 ] |
| 2014年 3月22日           | スカイグランプリ                              | 南アフリカ共和国 ダーバン                                        | フリースタイル | 6位  | EA-300L   | ZS-CPC   | [ 38 ] |
| 2014年 5月29日 - 31日    | カルロヴィ・カップ                            | チェコ カルロヴィ・ヴァリ                                        | Advanced       | 1位  | EA-330SC  | OK-KOP   | [ 39 ] |
| 2014年 8月23日 - 30日    | 第19回 FAI曲技飛行ヨーロッパ選手権            | ハンガリー バーチ・キシュクン県ケチケメート（Matkópuszta空港）   | Unlimited      | 16位 | EA-330SC  | OK-KOP   | [ 40 ] |
| 2015年 5月28日 - 31日    | カルロヴィ・カップ                            | チェコ トウジム（トウジム飛行場）                                | Unlimited      | 1位  | EA-330SC  | OK-KOP   | [ 41 ] |
| 2015年 6月21日           | チェコ選手権                                  | チェコ ドゥブニカ・ナド・ヴァフォーム · （クロメルジーシュ空港） | Unlimited      | 2位  | EA-330SC  | OK-KOP   | [ 42 ] |
| 2015年 8月20日 - 29日    | 第28回 FAI曲技飛行世界選手権                  | フランス シャトールー                                            | Unlimited      | 13位 | EA-330SC  | OK-KOP   | [ 43 ] |

### その他
- 2012年：国際コンペティション・アドバンスト部門（カルロヴィ・ヴァリ）1位、曲技飛行フリースタイル・チャレンジ（チェコ・プラハ）5位
- 2013年：世界曲技飛行選手権（アメリカ・テキサス）14位、チェコ・ナショナル・チャンピオンシップ（アンリミテッド部門）2位
- 2014年：レッドブル・エアレース・ワールドシリーズ チャレンジャークラス 1位、チェコ・ナショナル・チャンピオンシップ（アンリミテッド部門）1位、ヨーロッパ曲技飛行コンペティション（ハンガリー）16位
- 2015年：レッドブル・エアレース・ワールドシリーズ チャレンジャークラス 4位、世界曲技飛行選手権（フランス・シャトールー） 13位、チェコ・ナショナル・チャンピオンシップ（アンリミテッド部門） 2位、国際コンペティション・アンリミテッド部門（カルロヴィ・ヴァリ）1位